# Місячне світло і кактус
Місячне світло і кактус (англ. Moonlight and Cactus) — американська короткометражна кінокомедія Роско Арбакла 1932 року.

## У ролях
- Том Патрікола
- Чарльз Джуделс
- Чарльз Дореті
- Луїза Лоррейн
- Рене Борден